# Sisaia
Sisaia è uno scheletro umano preistorico scoperto nel 1961 nella valle di Lanaitho, in territorio di Oliena, provincia di Nuoro. È conservato nel museo archeologico di Nuoro

## Origine del nome
Sisaia di fatto significa blatta ma secondo una testimonianza tarda dello scopritore, lo speleologo Bruno Piredda l'avrebbe così denominata ispirandosi a una ipotetica espressione latina Sexies Avia, ossia "sei volte ava".

## Descrizione
Lo scheletro, quasi completo, venne rinvenuto da un gruppo di speleologi all'interno di una grotta. Secondo le datazioni effettuate dagli studiosi lo scheletro, posto in posizione semi-rannicchiata e accompagnato da un modesto corredo funebre di cultura di Bonnanaro (fase B), risalirebbe a circa 3500 anni fa, ossia alla media età del bronzo e apparterebbe a una donna adulta di circa trent'anni alta 1,50 m circa. 
Il cranio, morfologicamente simile ai crani della cultura del Rinaldone, presenta un foro ricalcificato, frutto di un'arcaica operazione chirurgica, detta trapanazione, eseguita in vivo. Il resto dello scheletro mostra un cocktail di patologie tra cui artrosi nella colonna vertebrale, un'osteocondroma all'osso sacro e fratture alla scapola e all'ulna.